# 憲法記念日 (アメリカ合衆国)
憲法記念日（けんぽうきねんび）は、アメリカ合衆国憲法の採択を記念する祝日である。市民権の日（しみんけんのひ）とも呼ばれる。

## 概要
1787年9月17日に、フィラデルフィアでアメリカ合衆国憲法が採択されたことにより、9月17日は憲法記念日となっている。祝日として確立されたのは2004年のことである。